# Кулакова, Анна Ильинична
Анна Ильинична Кулакова (1929 — 1992) — советский передовик сельскохозяйственного машиностроения. Герой Социалистического Труда (1974).

## Биография
Родилась 20 марта 1929 года в Алтайском крае в рабочей семье.
Окончила семь классов средней школы, затем школу фабрично-заводского ученичества, после чего работала на заводе в Алтайском крае.
С 1957 года А. И. Кулакова работала стерженщицей литейного цеха на Новосибирском заводе «Сибсельмаш», выпускающем сельскохозяйственную технику. А. И. Кулакова овладев полностью своей специальностью, значительно перевыполняла нормы выработки положенные по плану.
В 1971 году А. И. Кулакова выступила инициатором соревнования за достижение наивысшей производительности труда. Реализуя свои обязательства, А. И. Кулакова выполнила пятилетнее задание за 2 года и 9 месяцев и до конца пятилетки выдала ещё три годовых нормы продукции.
26 апреля 1971 года  Указом Президиума Верховного Совета СССР «за отличие в труде» Анна Ильинична Кулакова была награждена орденом Орденом Трудового Красного Знамени.
16 января 1974 года  Указом Президиума Верховного Совета СССР «за выдающиеся успехи в выполнении и перевыполнении планов 1973 года и принятых социалистических обязательств» Анна Ильинична Кулакова была удостоена звания Героя Социалистического Труда с вручением Ордена Ленина и золотой медали «Серп и Молот».
Помимо основной деятельности А. И. Кулакова избиралась депутатом Ленинского районного Совета народных депутатов города Новосибирска.
С 1988 года ушла на заслуженный отдых.

## Награды
- Медаль «Серп и Молот» (16.01.1974)
- Орден Ленина (16.01.1974)
- Орден Трудового Красного Знамени (26.04.1971)

### Память
- Имя А. И. Кулаковой занесено на Монумент боевой и трудовой славы производственного объединения «Сибсельмаш»